# Pedro Porro
Pedro Antonio Porro Sauceda (Don Benito, 1999. szeptember 13. –) spanyol válogatott labdarúgó, hátvéd. A Premier League-ben szereplő Tottenham Hotspur játékosa.

## Pályafutása
Porro Don Benito-ban született, kilenc éves korában csatlakozott a Gimnástico Don Benito korosztályos csapatába. 2015-ben, tizenhat évesen Madridba költözött, és a Rayo Vallecano-hoz szerződött. 2017 nyarán a katalán Girona csapatával kötött szerződést, november 28-án játszotta első profi mérkőzését a Copa del Rey-ben a Levente elleni 1–1-s találkozón, őt nap múlva a tartalékcsapatba is bemutatkozott a CD Ebro elleni gólnélküli harmadosztályú mérkőzésen.
Ebben a szezonban, 2018. május 6-án szerezte profi karrierje első gólját, a Villarreal B vendégeként, a 3–0-s győztes mérkőzésén duplázott.
Augusztus 17-én lépett pályára a La Ligában a 2018/19-es idény nyitófordulójában a Real Valladolid elleni gólnélküli találkozón.
2019. január 31-én a spanyol kupában szerezte a Girona színeiben első gólját, a Real Madrid elleni negyeddöntőn.
2019. augusztus 8-án megvásárolta a Manchester City, 11 millió fontért.
Négy nap múlva kölcsönadta a spanyol Real Valladolid együttesének a 2019/20-as idény végéig.

### Sporting CP
2020. augusztus 16-án kölcsönbe igazolt a portugál fővárosába, 2022 nyaráig.
Szeptember 24-én az Európa Liga harmadik selejtezőkörében az Aberdeen elleni hazai 1–0-s győzelmen debütált kezdőként a klubban. Három nappal később lépett pályára a Primeira Liga nyitófordulójában a Paços Ferreira elleni 0–2-s idegenbeli bajnokin.
November 1-jén a bajnokság 6. fordulójában szerezte első gólját az együttesben, hazai környezetben Tondela elleni 4–0 során.
A klubban nyújtott kiemelkedő teljesítményéért Porrot három egymást követő hónapra, 2021 novembere és januárja között választották a Primeira Liga hónap védőjének.
2021. január 23-án a portugál ligakupa döntőjében a góljával 1–0-ra legyőzték az SC Braga csapatát.
2022. május 16-án a Sporting érvényesítette Porro 8,5 millió eurós (7,2 millió GBP) kivásárlási záradékát, és három évre szóló, 20 millió eurós (17,6 millió GBP) visszavásárlási záradékkal kötött állandó szerződést a Manchester City-vel.

### Tottenham Hotspur
2023. január 31-én kölcsönben, vásárlási kötelezettséggel a Sporting CP-től a 2022–2023-as idény végéig az észak-londoni csapathoz. Február 5-én Antonio Conte nevezte a bajnokság 22. fordulójában a Manchester City ellen, a következő héten debütált a Leicester City vendégeként 4–1-re elvesztett találkozón, kezdőként 75 percet játszott. Március 18-án a hetedik mérkőzésén szerezte klub színeiben első találatát, a 28. fordulóban 3–3-ra végződő Southampton elleni bajnokin.

## Válogatott karrier

### Spanyolország
2021. március 15-én Luis Enrique meghívta a Görögország, Grúzia, és Koszovó elleni VB-selejtezőkre.
Március 28-án mutatkozott be a grúzok elleni 2–1-s győzelemmel.

## Statisztika
2023. július 1-i állapot szerint
| Klub                        | Szezon           | Bajnokság          | Bajnokság | Bajnokság | Kupa  | Kupa  | Ligakupa | Ligakupa | Nemzetközi | Nemzetközi | Egyéb | Egyéb | Összes | Összes |
| Klub                        | Szezon           | Liga               | Mérk.     | Gólok     | Mérk. | Gólok | Mérk.    | Gólok    | Mérk.      | Gólok      | Mérk. | Gólok | Mérk.  | Gólok  |
| --------------------------- | ---------------- | ------------------ | --------- | --------- | ----- | ----- | -------- | -------- | ---------- | ---------- | ----- | ----- | ------ | ------ |
| Peralada                    | 2017/18          | Segunda División B | 5         | 3         | —     | —     | —        | —        | —          | —          | —     | —     | 5      | 3      |
| Peralada                    | Összesen         | Összesen           | 5         | 3         | —     | —     | —        | —        | —          | —          | —     | —     | 5      | 3      |
| Girona                      | 2017/18          | La Liga            | 0         | 0         | 1     | 0     | —        | —        | —          | —          | —     | —     | 1      | 0      |
| Girona                      | 2018/19          | La Liga            | 32        | 0         | 2     | 1     | —        | —        | —          | —          | —     | —     | 34     | 1      |
| Girona                      | Összesen         | Összesen           | 32        | 0         | 3     | 1     | —        | —        | —          | —          | —     | —     | 35     | 1      |
| Real Valladolid (kölcsön)   | 2019/20          | La Liga            | 13        | 0         | 2     | 0     | —        | —        | —          | —          | —     | —     | 15     | 0      |
| Real Valladolid (kölcsön)   | Összesen         | Összesen           | 13        | 0         | 2     | 0     | —        | —        | —          | —          | —     | —     | 15     | 0      |
| Sporting (kölcsön)          | 2020/21          | Primeira Liga      | 30        | 3         | 2     | 0     | 3        | 1        | 2          | 0          | —     | —     | 37     | 4      |
| Sporting (kölcsön)          | 2021/22          | Primeira Liga      | 23        | 4         | 4     | 0     | 1        | 0        | 7          | 1          | —     | —     | 35     | 5      |
| Sporting                    | 2022/23          | Primeira Liga      | 14        | 2         | 1     | 0     | 6        | 1        | 5          | 0          | —     | —     | 26     | 3      |
| Sporting                    | Összesen         | Összesen           | 67        | 9         | 7     | 0     | 10       | 2        | 14         | 1          | —     | —     | 98     | 12     |
| Tottenham Hotspur (kölcsön) | 2022/23          | Premier League     | 15        | 3         | 1     | 0     | —        | —        | 1          | 0          | 2     | 0     | 19     | 3      |
| Tottenham Hotspur           | 2023/24          | Premier League     | 35        | 3         | 2     | 1     | —        | —        | 0          | 0          | 3     | 0     | 40     | 4      |
| Tottenham Hotspur           | 2024/25          | Premier League     | 32        | 2         | 2     | 0     | —        | —        | 13         | 2          | —     | —     | 47     | 4      |
| Tottenham Hotspur           | Összesen         | Összesen           | 82        | 8         | 5     | 1     | —        | —        | 14         | 2          | 5     | 0     | 106    | 11     |
| KARRIER ÖSSZESEN            | KARRIER ÖSSZESEN | KARRIER ÖSSZESEN   | 199       | 20        | 27    | 4     | 10       | 2        | 33         | 3          | 5     | 0     | 259    | 27     |

1. 1 2  Mérkőzése(i) a(z) Európa Ligában
2. 1 2 3  Mérkőzése(i) a(z) Bajnokok Ligájában

### A válogatottban
2025. március 25-i állapot szerint
| 2021     | 1 | 0 |
| 2023     | 1 | 0 |
| 2024     | 4 | 0 |
| 2025     | 2 | 0 |
| Összesen | 8 | 0 |

## Sikerei, díjai
- Sporting
  - Portugál bajnok: 2020–21
  - Portugál ligakupa: 2020–21, 2021–22

- Tottenham Hotspur
  - Európa-liga: 2024–25